# Laetoria de plebeii magistratibus
Laetoria de plebeii magistratibus va ser una antiga llei que va voler impedir que els patricis guanyessin sempre els càrrecs als comicis curiats, degut al sistema que feia prevaldre l'ordre de votació o també per la influència dels àugurs. En virtut d'aquesta llei (a la que els patricis es van oposar) els magistrats plebeus s'havien d'elegir als comicis tribunats, La llei està datada l'any 461 aC i va ser proposada pels tribuns de la plebs Voleró Publili, Publi Filó i Gai Letori, quan eren cònsols Api Claudi Cras i Titus Quinti Capitolí Barbat.